# Asa S. Knowles
Asa Smallidge Knowles (1909. január 15. – 1990. augusztus 11.) a Toledói Egyetem kilencedik, valamint az Északkeleti Egyetem harmadik rektora, később pedig kancellárja. 1961 és 1978 között a Shawmut Bank igazgatója volt.
A Thayer előkészítő iskola elvégzését követően a Bowdoin Főiskolán, majd a Bostoni Egyetemen tanult tovább. Oktatói karrierje az Északkeleti Egyetemen kezdődött, majd a Rhode Island-i Egyetemen, a Felső-New-York-i Társult Főiskoláknál, a Cornell Egyetemen és a Toledói Egyetemen adminisztratív pozíciókban dolgozott. Regnálása alatt az Északkeleti Egyetem hallgatói létszáma tízezerről harmincötezerre nőtt.

## Fordítás
- Ez a szócikk részben vagy egészben  az   Asa S. Knowles című angol Wikipédia-szócikk ezen változatának fordításán alapul.  Az eredeti cikk szerkesztőit annak laptörténete sorolja fel. Ez a jelzés csupán a megfogalmazás eredetét és a szerzői jogokat jelzi, nem szolgál a cikkben szereplő információk forrásmegjelöléseként.